# Carl Koch (Altphilologe)
Carl Koch (* 20. August 1907 in Frankfurt am Main; † 18. September 1956 in Erlangen) war ein deutscher Altphilologe.

## Leben
Nach dem Studium der Klassischen Philologie und Geschichte in Frankfurt und Wien, promovierte Koch 1932 in Frankfurt bei Walter F. Otto mit der Dissertation Gestirnverehrung im alten Italien. Sol indiges und der Kreis der di indigetes. Er wechselte 1935 nach Königsberg und habilitierte sich 1937 mit der Schrift Der römische Juppiter, sein Wesen im Wandel vom Mythos zur politischen Idee. Schließlich wurde er 1940 zum Dozenten für klassische Philologie an der Universität Königsberg ernannt. Im selben Jahr wurde er kommissarischer Vertreter der latinistischen Lehrkanzel der Universität Graz und  ab 1. Januar 1943 planmäßiger außerordentlicher Professor. Nach dem Heeresdienst, den er von Januar 1942 bis Kriegsende leistete, durfte er als Reichsdeutscher nicht an die Universität Graz zurückkehren und vertrat von Mai 1946 bis Oktober 1947 den latinistischen Lehrstuhl für Klassische Philologie in München. Einem Ruf nach Erlangen folgend, erhielt er dann 1947 bis zu seinem Tode das dortige Ordinariat für Klassische Philologie.
Koch steuerte 28 vor allem religionsgeschichtliche Artikel zu Paulys Realencyclopädie der classischen Altertumswissenschaft (RE) bei.

## Schriften (Auswahl)
- Gestirnverehrung im alten Italien. Sol indiges und der Kreis der di indigetes (= Frankfurter Studien zur Religion und Kultur der Antike. Band 3). Klostermann, Frankfurt a. M. 1933 (=  Dissertation Frankfurt 1932).
- Der römische Juppiter (= Frankfurter Studien zur Religion und Kultur der Antike. Band 14). Klostermann, Frankfurt a. M. 1937 (Nachdruck = 2. unveränderte Auflage, Wissenschaftliche Buchgesellschaft, Darmstadt 1968) (= Habilitationsschrift Königsberg 1937).
- Religio. Studien zu Kult und Glauben der Römer. Herausgegeben von Otto Seel. H. Carl, Nürnberg 1960 (S. XIV  Lebenslauf).